# ウォン
ウォン（朝: 원）は、朝鮮半島の通貨である。現在、朝鮮民主主義人民共和国（以下「北朝鮮」）と大韓民国（以下「韓国」）で使われている。
- 朝鮮民主主義人民共和国ウォン (ISO 4217: KPW)
- 大韓民国ウォン (ISO 4217: KRW)

## 名称
もともとウォンは漢字「圓」（新字体：円）の朝鮮語（韓国語）読みであったが、現在では韓国・北朝鮮とも、正式には漢字表記はない。
「圓」は、18世紀以降の大型銀貨メキシコドルの流入で東アジアで広く使われるようになった通貨単位であり、日本や中国でも通貨名に使われていた。
日本では当用漢字の「円」に字体が変わっている。中国語圏では、正式には「圓」（簡体字：圆）のままだが、通常は同音異字で字画数の少ない「元（ユアン、ユエン）」で代用する。このため、中国語ではウォンを「圓」（簡体字：圆）あるいは「元」と漢字表記する。ただし、中国や日本の通貨名と区別できないので、韓国ウォンは「韓圓・韓元」（簡体字：韩圆・韩元）、北朝鮮ウォンは「朝鮮圓・朝鮮元」（簡体字：朝鲜圆・朝鲜元）、そして日本円は「日圓・日元」（簡体字：日圆・日元）と書くのが普通である。
ウォンの漢字表記には「圜」という漢字も使われる。「圜」（日本語ではエンまたはカンと読み、朝鮮語（韓国語）ではファンと読まれる）は、「環」「円形のもの」という意味があり、「圓」とも共通する。圜という表記（ウォンと読んだ時もあれば、ファンと読んだ時もある。しかし、正しくはファンである。）は19世紀末から20世紀初頭や、大韓民国成立後の1950年代の一時期にも用いられた。

## 記号
ラテン文字大文字「W」に二重横線を加えた「₩」が、南北双方で使われる。

## 補助通貨
1ウォン = 100チョン（전、銭、旧字体 錢、jeon）。ただし、韓国では現金単位としては使用されておらず（廃止ではない）、計算上のみの存在となっている。ウォンと同様、韓国・北朝鮮とも、現在ではチョンに対する漢字表記はない。

## 歴史

### ウォン以前
1633年から1892年までは常平通宝（葉銭）一文銭、折二銭などが流通していた。通貨の単位は文（ムン、mun）であった。開港後の朝鮮王朝末期には5文銭など大型銭や、大東一銭、二銭、三銭などの銀貨が鋳造されたがあまり流通しなかった。
1876年に日韓修好條規付録が結ばれ、第七条第一項で日本の通貨が朝鮮で使えるようになった。また、同第二項で銭貨を私鋳した者は各その国の法律に照らして処断することとなった。
幣制の近代化のために1883年に成立した典圜局が、1888年に初の打刻製造の貨幣である1圜（ファン、warn, whan）銀貨や、10文、5文銅貨を発行した。1圜=1,000文とされた。1892年には補助通貨単位が変更され、1圜=5両（旧字体 兩、ヤン、yang）、補助単位は1両 = 10銭（ジョン、jeon） = 100分（ブン、bun）となり、その単位に合わせて1両銀貨・2銭5分白銅貨（1/4両）・5分銅貨・1分黄銅貨が発行され、中でも2銭5分白銅貨が大量に発行された。
しかし、納付金を徴して2銭5分白銅貨の私鋳を黙許したため、貨幣の乱造、偽造硬貨の流通、密輸などで貨幣価値は暴落した。

### 大韓帝国ウォン

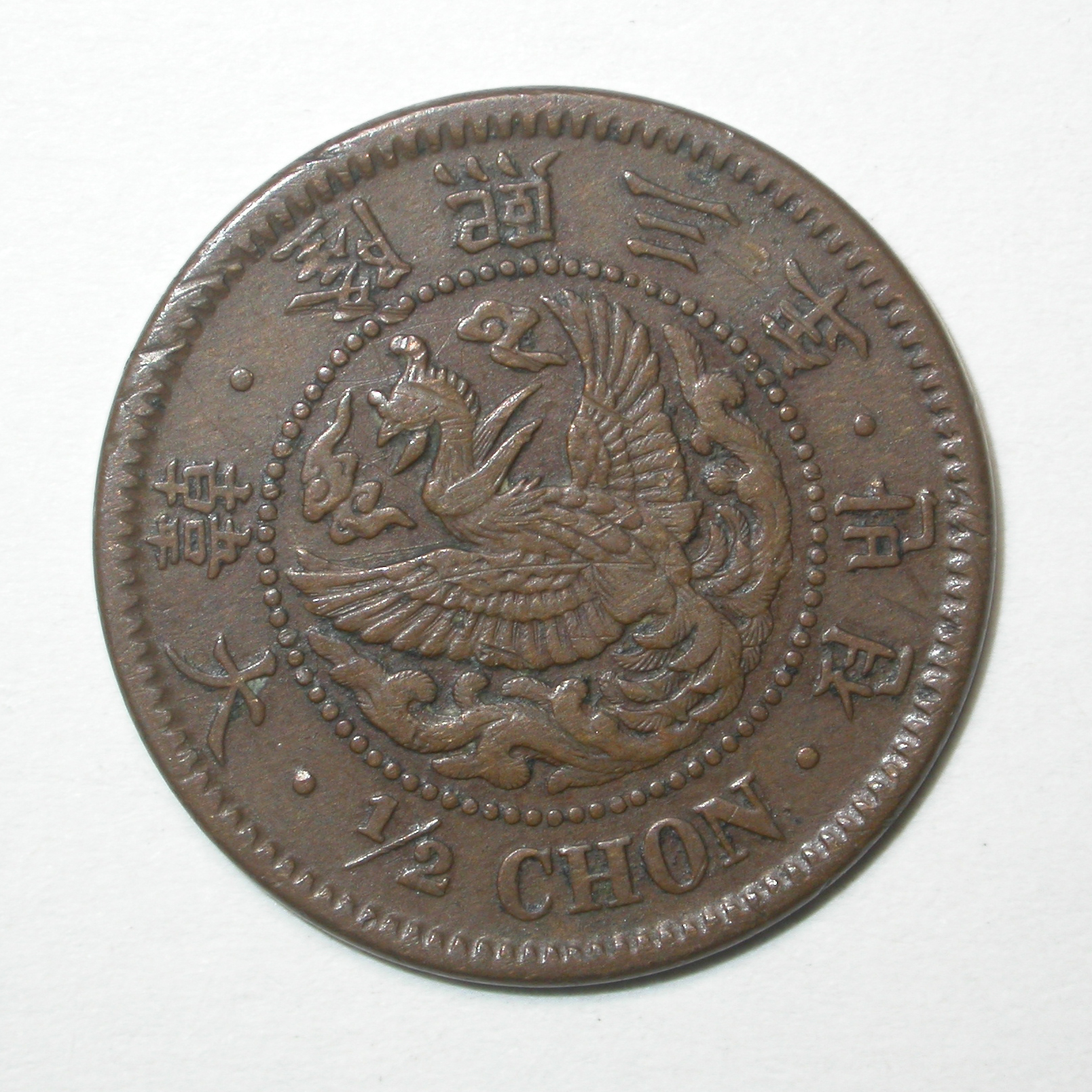
半銭
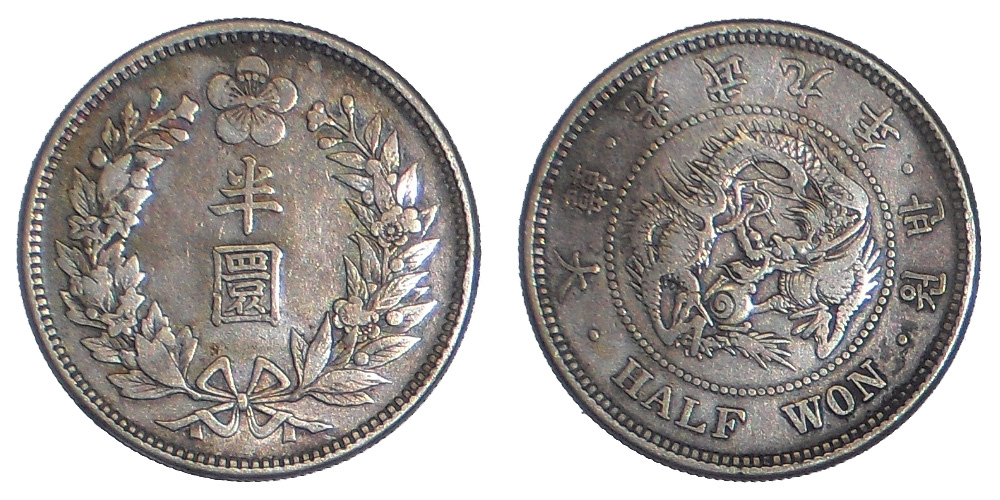
半圜
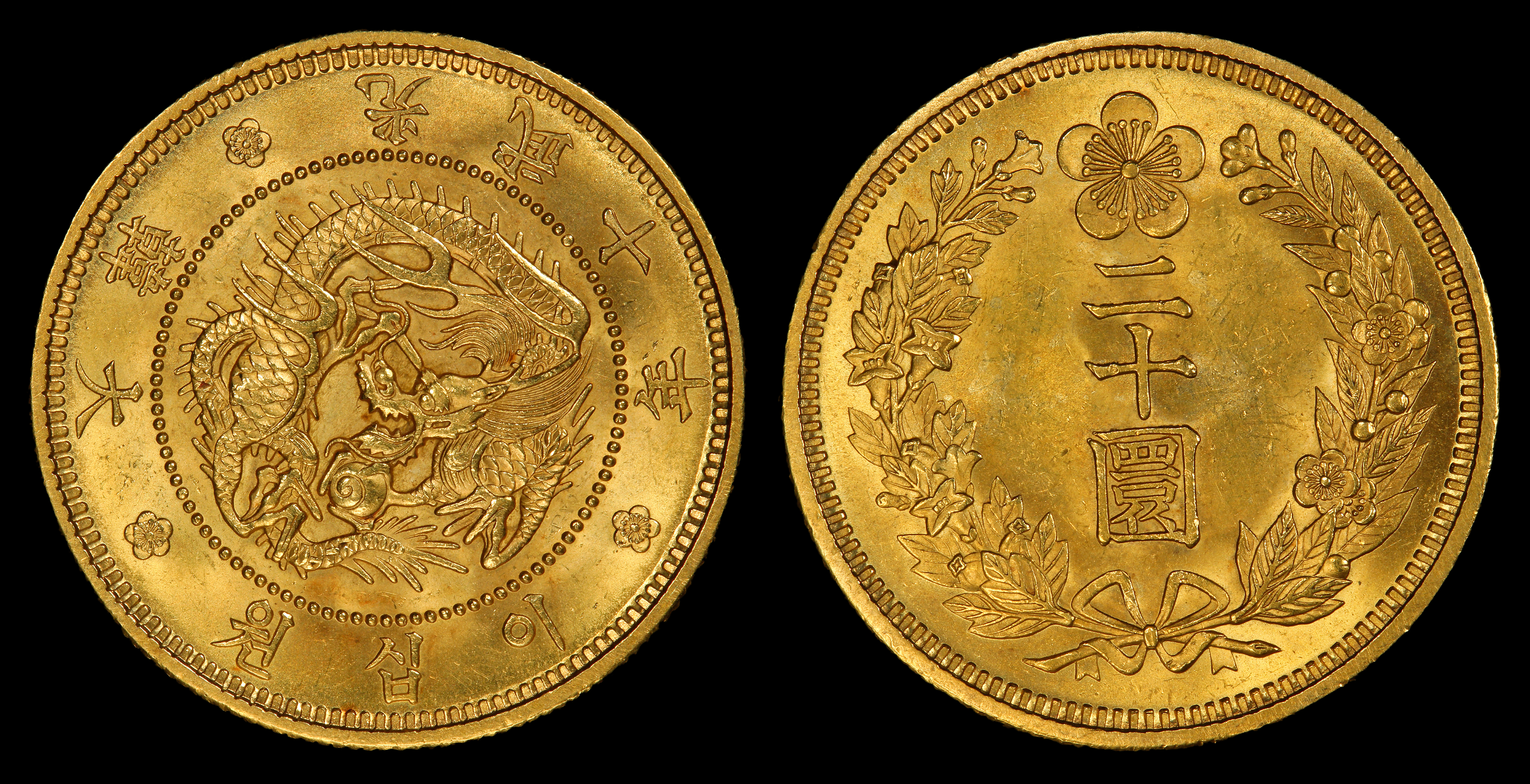
20圜

さらに1902年には、1圜（ウォン 원）=100銭（전、旧字体 錢、jeon）に改められた。日本では、日本人による韓国白銅貨の偽造が日々増加して通商上少なからず障害を来しており、当時の刑法では外貨は金銀貨以外は貨幣偽造罪の範囲外であったため、1902年11月15日に韓国白銅貨の偽造を禁じる勅令「韓国通用白銅貨ノ偽造変造取締ニ関スル件」が施行された。
日本の影響力の増した1905年以降は大阪造幣局で鋳造されるようになり、硬貨の図案も日本のものに酷似したものに改められた。
銀行券としては日本の民間銀行である第一銀行韓国総支店が発行していた「第一銀行券」が独占的な地位を確立するに至り公用紙幣として流通した。この紙幣は日本円との引き換えが保障された兌換券であり、通貨表記は「圜」ではなく「圓」となっている（ハングルでは同じくウォン 원）。
しかし、韓国において一民間銀行に過ぎない第一銀行が中央銀行の役割を果たしていることが問題となり、1909年に大韓帝国政府、日本皇室、朝鮮王朝などの出資により、中央銀行・韓国銀行が設立され、第一銀行から中央銀行業務を取り上げ韓国銀行券を発行した。その韓国銀行は日韓併合後に特殊銀行として朝鮮銀行と改称された。

### 朝鮮円
日韓併合後、日本統治時代の朝鮮では朝鮮銀行により朝鮮円（旧字体 圓）の朝鮮銀行券が発行されていた。
朝鮮円は日本銀行券・金貨・銀貨との兌換が保証されていた。朝鮮に日本円を導入した場合、朝鮮で経済の混乱が起これば日本円の価値が下がり日本本土にも経済の混乱が波及する可能性があったため、独自の朝鮮円が発行されることになった。
補助通貨は日本円同様、1円=100銭（旧字体 錢）。

### 南北分断
第二次世界大戦直後の1945年、朝鮮銀行は解散し、米ソ軍政府に接収された。両軍政府はそれぞれ、南北で別々のウォンを発行した。韓国では一時期通貨単位が「ファン」となっていた時期があった（1953年 - 1962年）。